# Юзепчук, Роман Николаевич
Рома́н Никола́евич Юзепчу́к (бел. Раман Мікалаевіч Юзапчук; род. 24 июля 1997, Могилёв) — белорусский футболист, полузащитник клуба «Динамо-Брест» и национальной сборной Беларуси.

## Клубная карьера
Футболом начал заниматься в могилевской СДЮШОР №7. В 2014 году перебрался в минское «Динамо». Стал выступать за дублирующий состав, где быстро стал одним из ключевых игроков.
В начале 2015 года  присоединился на правах арендного соглашения к клубу «Берёза-2010». Дебютировал в составе команду 19 апреля 2015 года в матче против светлогорского «Химика», также забив свой дебютный гол. Сразу же стал основным игроком основной команды. По итогам сезона отличился 2 забитыми голами и по окончании арендного соглашения покинул вернулся в «Динамо».
По возвращении снова отправился выступать за дублирующий состав. В итоге так и не привлекался к играм с основной командой динамовцев и в июле 2017 года покинул команду, расторгнув контракт по соглашению сторон.
В июле 2017 года перешёл в брестское «Динамо». Оставшуюся половину сезона также провёл за дублирующий состав, пару раз попадая в заявку на матчи основной команды. В начале сезона 2018 года стал привлекаться к играм с основной командой. Дебютировал за клуб 2 мая 2018 в матче Кубка Беларуси против могилёвского «Днепра», выйдя на замену на 61 минуте и затем отличился своими дебютными голами, забив дубль. Дебютный матч в Высшей Лиге сыграл 12 мая 2018 года против «Витебска», уже на 8 минуте отличившись забитым голом. Стал обладателем Кубка Беларуси, однако сам финал пропустил. Затем быстро закрепился в основной команде брестского клуба. В июле вместе с командой отправился на квалификационные матчи Лиги Европы УЕФА. Свой дебютный матч на еврокубковом турнире сыграл 26 июля 2018 года против афинского клуба «Атромитос». По итогу сезона отличился 2 забитыми голами и 2 результативными передачами.
2 марта 2019 года команда одержала победу в матче на Суперкубок Беларуси против борисовского БАТЭ. Первый матч в сезоне сыграл 25 апреля 2019 года против мозырской «Славии», выйдя на замену на 78 минуте. В матче 20 июля 2019 года против жодинского «Торпедо-БелАЗ» отличился своим первым забитым голом, также отдав голевую передачу. На протяжении всего сезона оставался преимущественно игроком замены. Вместе с брестским клубом стал победителем Высшей Лиги.
В декабре 2019 года продлил контракт с «Динамо» до июля 2022 года. В начале марта 2020 года стал трёхкратным обладателем Суперкубка Беларуси, на этот раз выиграв титул у солигорского «Шахтёра». В рамках четвертьфинальных матчей Кубка Беларуси была одержана победа над «Ислочью» и выход в полуфинал турнира. Первый матч в чемпионате сыграл 20 марта 2020 года против «Смолевичей», выйдя на замену на 85 минуте. В мае 2020 года вышел в финал Кубка Беларуси, где команда уступила титул борисовскому БАТЭ. В августе 2020 года отправился на квалификационный матч Лиги чемпионов УЕФА. Первый матч сыграл 18 августа 2020 года против казахстанского клуба «Астана». В следующем матче 21 августа в рамках Высшей Лиги отличился первым голом против бобруйской «Белшины». В втором квалификационном раунде Лиги чемпионов УЕФА 26 августа 2020 года против боснийского клуба «Сараево» отличился результативной передачей. В рамках третьего квалификационного раунда 16 сентября 2020 года команда потерпела поражение от израильского клуба «Маккаби» (Тель-Авив). В октябре 2020 года вместе с клубом отправился на квалификационные матч Лиги Европы УЕФА, где уступили болгарскому «Лудогорцу». Отличился  за сезон забитым голом и 4 результативными передачами во всех турнирах.
В январе 2021 года на правах свободного агента пополнил брестский «Рух». Дебютировал за клуб 13 марта 2021 года в матче против «Гомеля», выйдя на поле в стартовом составе. Первым результативным действием отличился 8 мая 2021 года в матче против речицкого «Спутника», отдав голевую передачу. На протяжении сезона оставался ключевым игроком брестского клуба.
В марте 2022 года перешёл в солигорский «Шахтёр». Дебютировал за клуб 19 марта 2022 года в матче против брестского «Динамо». Первым результативным действием за клуб отличился 19 июня 2022 года в матче против дзержинского «Арсенала», отдав голевую передачу. В июле 2022 года вместе с клубом отправился на квалификационные матчи Лиги чемпионов УЕФА. В рамках первого квалификационного раунда по сумме матчей «Шахтёр» уступил словенскому «Марибору». В августе 2022 года уже в рамках квалификации Лиги конференций УЕФА уступили в обоих матчей румынского клуба «ЧФР Клуж». По итогу сезона стал команда стала чемпионом Высшей Лиги.
В феврале 2023 года перешёл в московское «Торпедо». Сумма трансфера составила порядка 100 тысяч евро. Дебютировал за клуб 5 марта 2023 года в матче против «Краснодара», выйдя на поле в стартовом составе и отличившись дебютной результативной передачей. В следующем матче 11 марта 2023 года против «Урала» получил травму и покинул поле в начале второго тайма. По итогам обследования был диагностирован «отёк костной ткани без нарушения структур». 31 декабря 2023 года покинул клуб после истечения срока контракта.
11 января 2024 года подписал контракт с клубом «Химки», рассчитанный на два с половиной года.
30 августа 2024 года был арендован саратовским «Соколом». 
25 июня 2025 года вернулся в «Динамо-Брест», подписав с клубом полуторагодичный контракт.

## Карьера в сборной
Выступал за молодёжную сборную Беларуси, проведя в ее составе 5 матчей.
26 февраля 2020 года дебютировал за главную сборную Беларуси в товарищеском матче против сборной Болгарии.

## Статистика выступлений

### Клубная
| Выступление       | Выступление      | Выступление      | Лига | Лига | Кубки | Кубки | Еврокубки | Еврокубки | Итого | Итого |
| Клуб              | Лига             | Сезон            | Игры | Голы | Игры  | Голы  | Игры      | Голы      | Игры  | Голы  |
| ----------------- | ---------------- | ---------------- | ---- | ---- | ----- | ----- | --------- | --------- | ----- | ----- |
| → Берёза-2010     | Первая лига      | 2015             | 21   | 2    | 1     | 0     | —         | —         | 22    | 2     |
| → Берёза-2010     | Итого            | Итого            | 21   | 2    | 1     | 0     | —         | —         | 22    | 2     |
| Динамо-Брест      | Высшая лига      | 2017             | 0    | 0    | 1     | 2     | 0         | 0         | 1     | 2     |
| Динамо-Брест      | Высшая лига      | 2018             | 17   | 2    | 1     | 0     | 3         | 0         | 21    | 2     |
| Динамо-Брест      | Высшая лига      | 2019             | 15   | 1    | 8     | 1     | —         | —         | 23    | 2     |
| Динамо-Брест      | Высшая лига      | 2020             | 24   | 1    | 2     | 0     | 4         | 0         | 30    | 1     |
| Динамо-Брест      | Итого            | Итого            | 56   | 4    | 12    | 3     | 7         | 0         | 75    | 7     |
| Рух               | Высшая лига      | 2021             | 29   | 0    | 2     | 0     | —         | —         | 31    | 0     |
| Рух               | Итого            | Итого            | 29   | 0    | 2     | 0     | —         | —         | 31    | 0     |
| Шахтёр            | Высшая лига      | 2022             | 24   | 0    | 1     | 0     | 4         | 0         | 29    | 0     |
| Шахтёр            | Итого            | Итого            | 24   | 0    | 1     | 0     | 4         | 0         | 29    | 0     |
| Торпедо (Москва)  | РПЛ              | 2022/23          | 12   | 0    | 1     | 0     | —         | —         | 13    | 0     |
| Торпедо (Москва)  | Первая лига      | 2023/24          | 17   | 2    | 0     | 0     | —         | —         | 17    | 2     |
| Торпедо (Москва)  | Итого            | Итого            | 29   | 2    | 1     | 0     | —         | —         | 30    | 2     |
| Химки             | Первая лига      | 2023/24          | 12   | 0    | 2     | 0     | —         | —         | 14    | 0     |
| Химки             | Итого            | Итого            | 12   | 0    | 2     | 0     | —         | —         | 14    | 0     |
| → Сокол (Саратов) | Первая лига      | 2024/25          | 25   | 0    | 1     | 0     | —         | —         | 26    | 0     |
| → Сокол (Саратов) | Итого            | Итого            | 25   | 0    | 1     | 0     | —         | —         | 26    | 0     |
| Динамо-Брест      | Высшая лига      | 2025             | 3    | 0    | 1     | 0     | 2         | 0         | 6     | 0     |
| Динамо-Брест      | Итого            | Итого            | 3    | 0    | 1     | 0     | 2         | 0         | 6     | 0     |
| Всего за карьеру  | Всего за карьеру | Всего за карьеру | 199  | 8    | 21    | 3     | 13        | 0         | 233   | 11    |

### Матчи за сборную
| Матчи и голы Юзепчука за сборную Беларуси | Матчи и голы Юзепчука за сборную Беларуси | Матчи и голы Юзепчука за сборную Беларуси | Матчи и голы Юзепчука за сборную Беларуси | Матчи и голы Юзепчука за сборную Беларуси | Матчи и голы Юзепчука за сборную Беларуси |
| №                                         | Дата                                      | Оппонент                                  | Счёт                                      | Голы                                      | Соревнование                              |
| ----------------------------------------- | ----------------------------------------- | ----------------------------------------- | ----------------------------------------- | ----------------------------------------- | ----------------------------------------- |
| 1                                         | 26 февраля 2020                           | Болгария                                  | 0:1                                       | —                                         | Товарищеский матч                         |
| 2                                         | 11 октября 2020                           | Литва                                     | 2:2                                       | —                                         | Лига наций УЕФА 2020/2021                 |
| 3                                         | 14 октября 2020                           | Казахстан                                 | 2:0                                       | 31′                                       | Лига наций УЕФА 2020/2021                 |
| 4                                         | 11 ноября 2020                            | Румыния                                   | 5:3                                       | —                                         | Товарищеский матч                         |
| 5                                         | 15 ноября 2020                            | Литва                                     | 2:0                                       | —                                         | Лига наций УЕФА 2020/2021                 |
| 6                                         | 18 ноября 2020                            | Албания                                   | 3:2                                       | —                                         | Лига наций УЕФА 2020/2021                 |
| 7                                         | 24 марта 2021                             | Гондурас                                  | 1:1                                       | —                                         | Товарищеский матч                         |
| 8                                         | 27 марта 2021                             | Эстония                                   | 4:2                                       | —                                         | Отборочные матчи ЧМ-2022                  |
| 9                                         | 30 марта 2021                             | Бельгия                                   | 8:0                                       | —                                         | Отборочные матчи ЧМ-2022                  |
| 10                                        | 2 июня 2021                               | Азербайджан                               | 1:2                                       | —                                         | Товарищеский матч                         |
| 11                                        | 2 сентября 2021                           | Чехия                                     | 1:0                                       | —                                         | Отборочные матчи ЧМ-2022                  |
| 12                                        | 5 сентября 2021                           | Уэльс                                     | 2:3                                       | —                                         | Отборочные матчи ЧМ-2022                  |
| 13                                        | 13 ноября 2021                            | Уэльс                                     | 5:1                                       | —                                         | Отборочные матчи ЧМ-2022                  |
| 14                                        | 16 ноября 2021                            | Иордания                                  | 1:0                                       | —                                         | Товарищеский матч                         |
| 15                                        | 26 марта 2022                             | Индия                                     | 3:0                                       | —                                         | Товарищеский матч                         |
| 16                                        | 29 марта 2022                             | Бахрейн                                   | 1:0                                       | —                                         | Товарищеский матч                         |
| 17                                        | 25 марта 2023                             | Швейцария                                 | 0:5                                       | —                                         | Отборочные матчи ЧЕ-2024                  |
| 18                                        | 28 марта 2023                             | Румыния                                   | 2:1                                       | —                                         | Отборочные матчи ЧЕ-2024                  |
| 19                                        | 16 июня 2023                              | Израиль                                   | 1:2                                       | —                                         | Отборочные матчи ЧЕ-2024                  |
| 20                                        | 19 июня 2023                              | Косово                                    | 2:1                                       | —                                         | Отборочные матчи ЧЕ-2024                  |
| 21                                        | 12 октября 2023                           | Румыния                                   | 0:0                                       | —                                         | Отборочные матчи ЧЕ-2024                  |
| 22                                        | 21 ноября 2023                            | Косово                                    | 0:1                                       | —                                         | Отборочные матчи ЧЕ-2024                  |
| 23                                        | 11 июня 2024                              | Израиль                                   | 0:4                                       | —                                         | Товарищеский матч                         |

Итого: 23 матча / 1 гол; 9 побед, 3 ничьих, 11 поражений.

## Достижения
«Динамо-Брест»
- Чемпион Беларуси: 2019
- Обладатель Кубка Беларуси: 2017/2018
- Обладатель Суперкубка Беларуси (3): 2018, 2019, 2020
- Финалист Кубка Беларуси: 2019/20
- Итого : 5 трофеев

«Шахтёр»
- Чемпион Беларуси: 2022[a]
- Итого : 1 трофей

«Химки»
- Победитель Первой лиги: 2023/24
- Итого : 1 трофей

1. ↑  Солигорский «Шахтёр» был лишён золотых медалей 2022 года. Руководством клуба были организованы договорные матчи, а также осуществлялось неправомерное финансовое стимулирование команд высшей лиги[41].